# Arnar Førsund
Arnar Jahrmann Førsund (Nittedal, 29 luglio 1986) è un calciatore norvegese, difensore dell'Ørn-Horten.

## Carriera

### Club
Førsund debuttò nella Tippeligaen con la maglia del Vålerenga, in data 19 settembre 2004: subentrò a Kjetil Wæhler nel quattro a uno inflitto al Molde. Non giocò altri incontri in quella stagione.
Nel 2005 fu prestato al Sandefjord, militante nella Adeccoligaen. Giocò il primo incontro con questa maglia il 21 agosto, venendo schierato titolare nel successo per due a uno sul Mandalskameratene. Diede il suo contributo per far centrare la promozione alla squadra e rimase in prestito anche per l'anno seguente, nella Tippeligaen. Il 17 aprile 2006 segnò la prima rete nella massima divisione, ai danni dello HamKam, in un match conclusosi con una vittoria per due a uno.
Nel 2007 fu ceduto in prestito al Kongsvinger, nuovamente in Adeccoligaen. Esordì il 15 aprile, giocando da titolare nella sconfitta casalinga per uno a zero contro lo HamKam. Il 24 giugno realizzò l'unica rete stagionale, nella vittoria per due a uno sul Moss. Nello stesso anno, fu richiamato al Vålerenga, per cui giocò in altre tre gare di campionato.
Nel 2008 fu ingaggiato dallo HamKam, tornando così in Tippeligaen e giocando il primo match con questa casacca contro il Bodø/Glimt, in una partita persa per due a zero. Al termine della stagione, però, la squadra retrocesse. Il 9 agosto 2009 segnò l'unica rete per lo HamKam, nel pareggio per due a due contro il Nybergsund-Trysil.
Il 2 marzo 2010 fu ufficializzato il suo passaggio al Manglerud Star, nella Fair Play Ligaen. L'anno seguente tornò al Kongsvinger. Il 3 maggio 2013, fu ingaggiato dall'Eidsvold Turn.
Il 18 luglio 2014 tornò all'Ørn-Horten.

### Nazionale
Førsund giocò 17 partite per la Norvegia under 21, con 3 reti all'attivo. Debuttò il 25 gennaio 2006, nel pareggio per uno a uno contro la Turchia under 21. Il 5 febbraio 2008 segnò la prima rete, nella sconfitta per tre a due contro l'Austria under 21.